# Nieuwe Haagse School (bouwstijl)

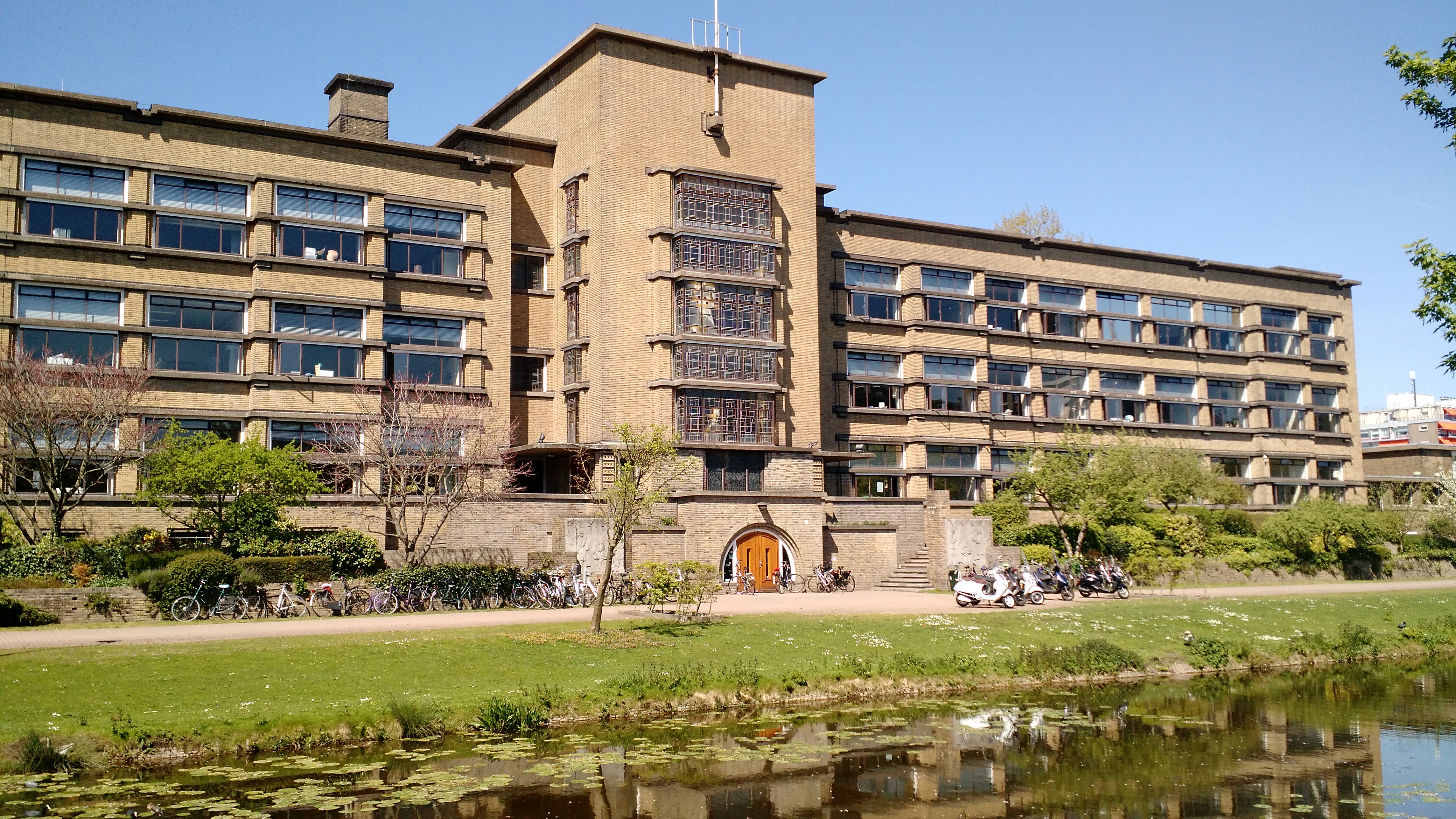
Het Daltoncollege in Den Haag.

De Nieuwe Haagse School is een bouwstijl uit het interbellum, die zich onderscheidt van de Amsterdamse School door haar strakke vormgeving en van het nieuwe bouwen door haar meer luxueuze en decoratieve uitvoering. Na de Tweede Wereldoorlog daalde de populariteit, maar vanaf begin jaren 1990 kwam de stijl geleidelijk meer in de belangstelling.

## Geschiedenis

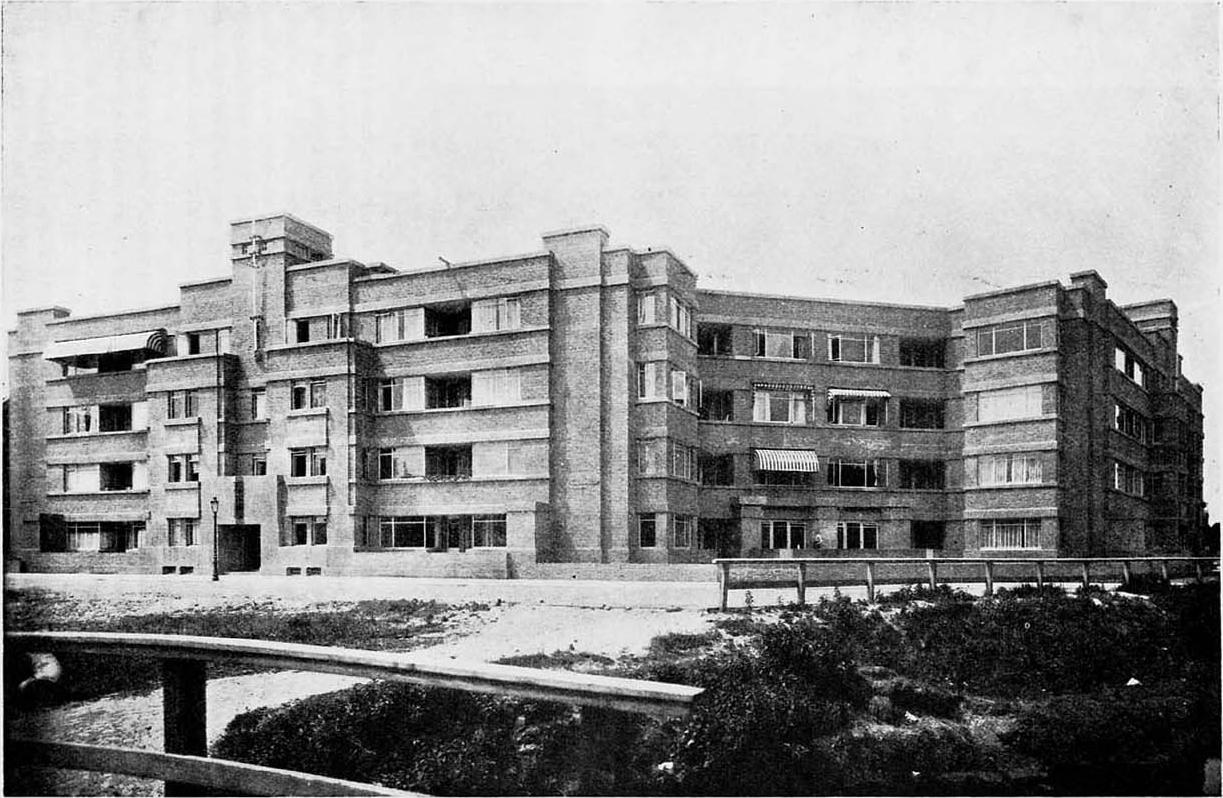
W. Verschoor. Huize Boszicht, Benoordenhoutseweg, Den Haag. 1918-1920.

De term Nieuwe Haagse School wordt voor het eerst gebruikt in 1920 door de Amsterdamse School-architect C.J. Blaauw in een niet al te positief artikel over de laatste ontwikkelingen in de moderne architectuur. De bloeiperiode van de Nieuwe Haagse School ligt tussen 1925 en 1940. Door onder anderen Jan Wils en Willem Verschoor werd omstreeks 1920 een op Amerikaanse 'woonhotels' geïnspireerde woonvorm ontwikkeld, die vooral bij de welgestelde Hagenaars, die een moderne, maar niet al te radicale woonomgeving wilden, zeer in de smaak viel. De Nieuwe Haagse School is dan ook een wat luxere variant van de Amsterdamse School die iets eerder ontstond. De Nieuwe Haagse School is tegelijkertijd een wat lossere variant dan de strakke art-decostijl en kan getypeerd worden als een mix van het rationalisme van Berlage, de meer traditionele arts-and-craftsbeweging en de avant-gardebeweging De Stijl. Ondanks dat de stijl wat luxer was dan de Amsterdamse School en wat losser dan art deco, is de belijning vrij streng. De Nieuwe Haagse School is ook geïnspireerd door onder anderen Dudok en Van Loghem, van wie ook elementen terug te vinden zijn. Ook de Amerikaanse architect Frank Lloyd Wright is een bron van inspiratie geweest.

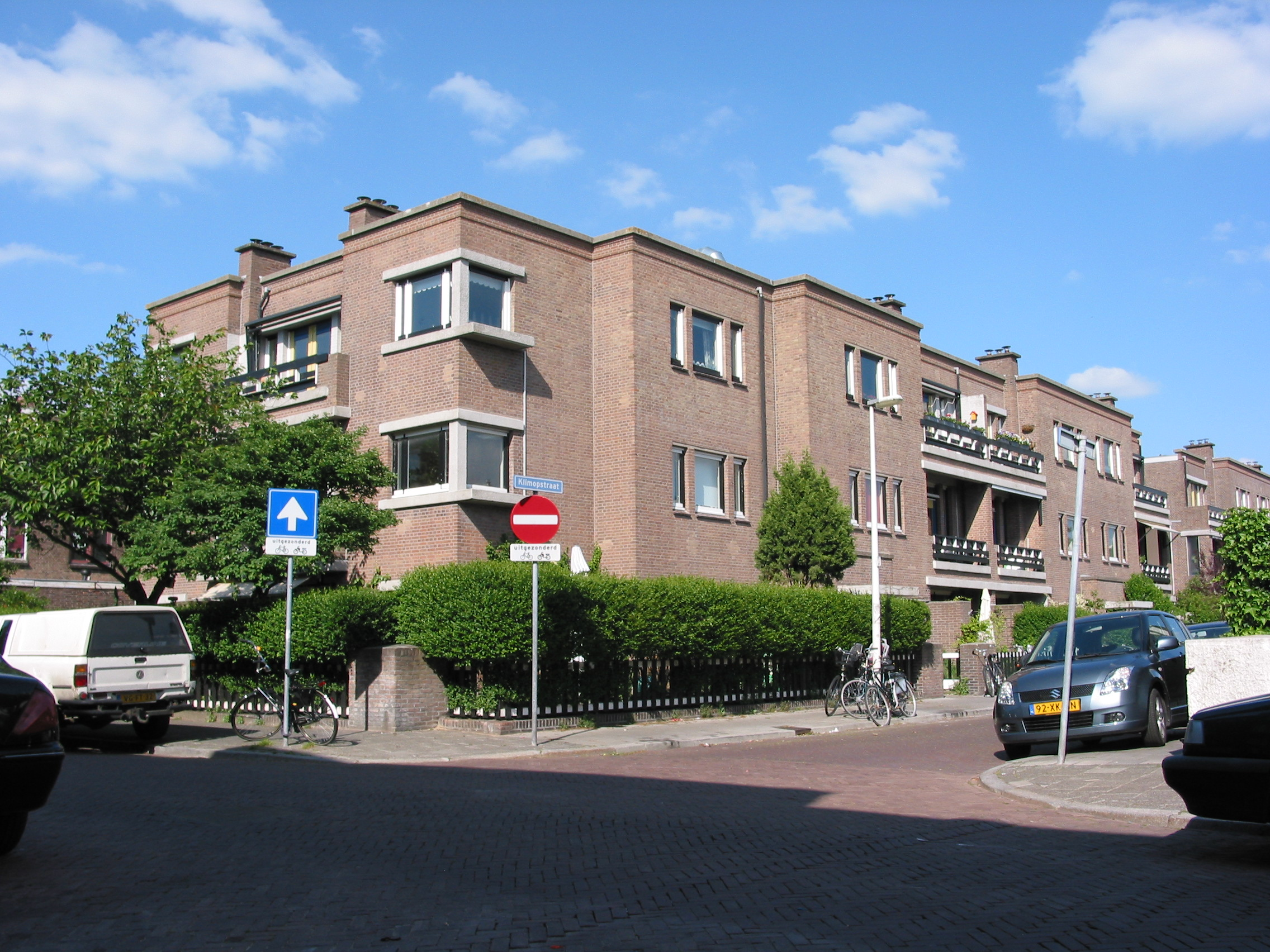
J. Wils. Woningbouwcomplex Daal en Berg, Klimopstraat, Den Haag. 1919-1922.

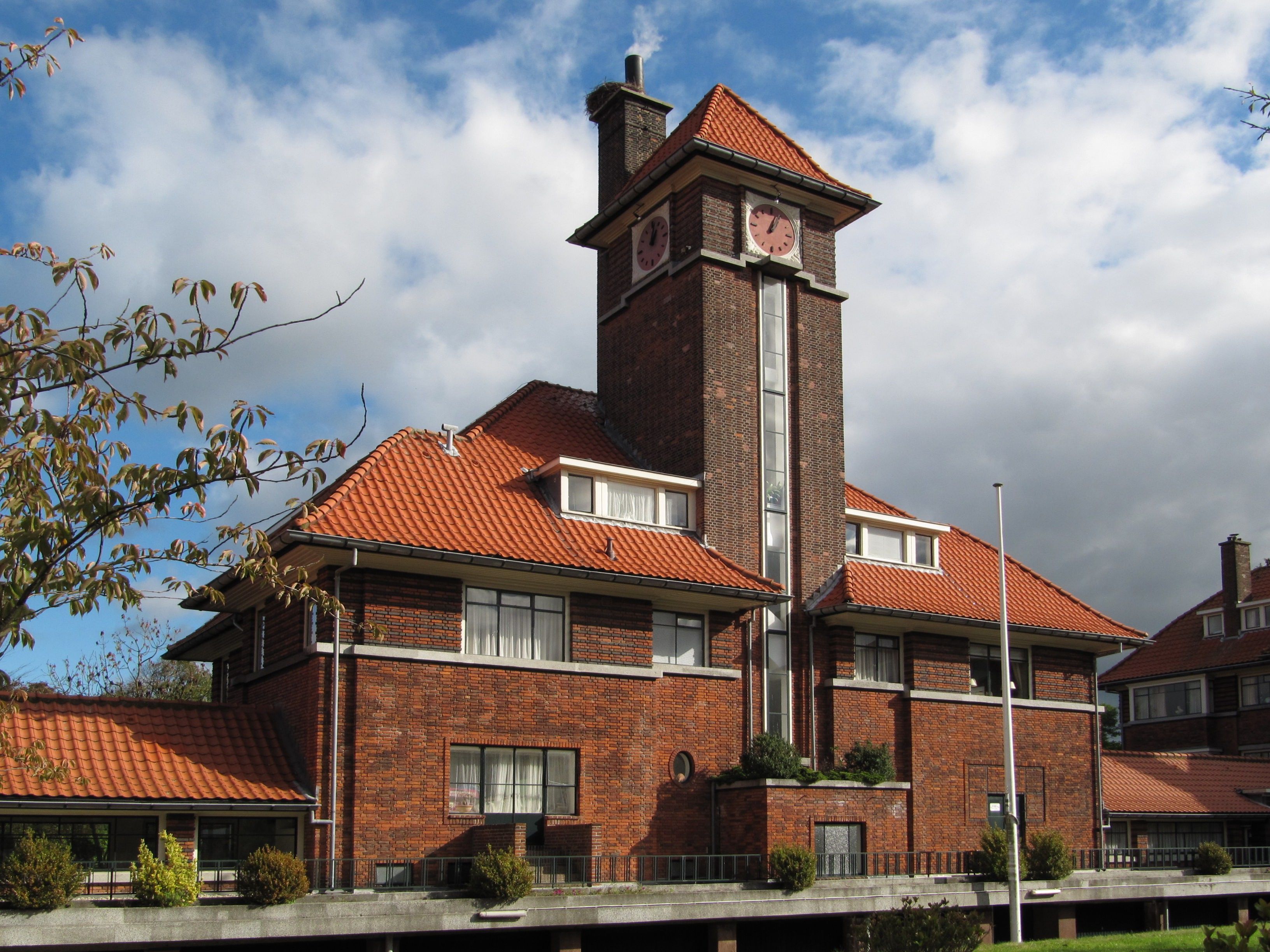
Co Brandes. Parklfat Marlot, Den Haag.

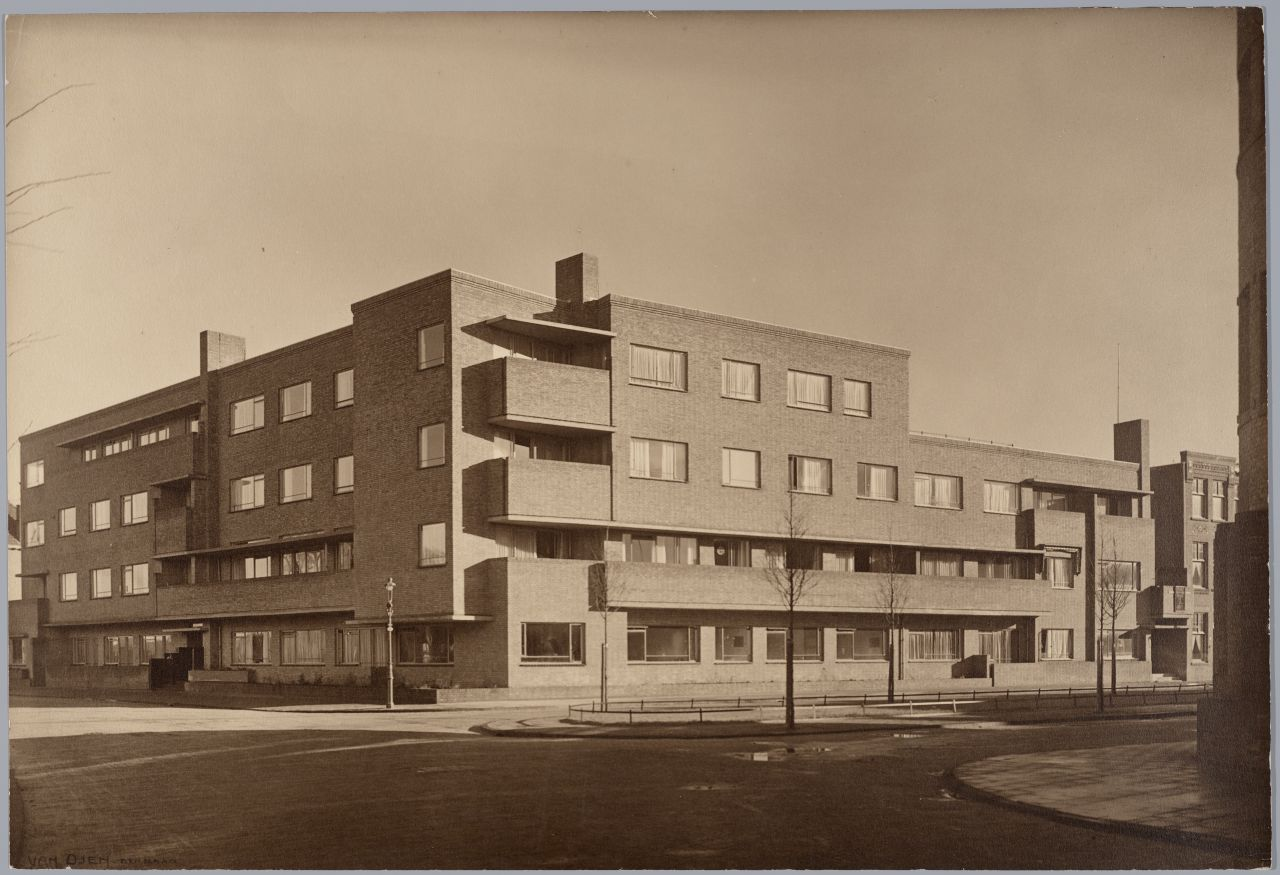
Frans Lourijsen Woonhotel, Jozef Israëlsplein, Den Haag.

## Stijlkenmerken
De Nieuwe Haagse School is herkenbaar aan de overstekende daken en de rechte en kubistische vormen. Karakteristiek zijn de horizontale lijnen van gevelbanden boven kozijnen, erkers en balkons, de stedenbouwkundige samenhang en de symmetrie. Bijzonder was dat bij grote woningcomplexen van verschillende architecten, door de gemeente aangewezen architecten als Co Brandes uitsluitend de gevels ontwierpen. Hierdoor vormen grote woonblokken binnen de Haagse School vaak één geheel, wat leidde tot veel eenheid in het straatbeeld. Ook werd aandacht besteed aan de entree van de woningen door het toepassen van betegelde terrassen en gemetselde tuinmuurtjes.
De horizontaliteit komt tot uitdrukking door verdiepte voegen, doorlopende horizontale vensterstroken en brede dakkapellen op pannendaken. Andere veel toegepaste elementen zijn: luifels boven de voordeuren, brede erkers, loggia’s, smalle boeiborden en bovenlichten met glas-in-lood. Schoorstenen zorgden voor verticale accenten. Platte daken en met pannen gedekte hellende daken werden toegepast. De toegepaste kleuren en materialen zijn meestal traditioneel, veel groen met wit schilderwerk, met naturel geverniste voordeuren. De stijl komt in alle klassen van de woningbouw voor: in luxewoningen, het middensegment en in de goedkopere volkshuisvestingssfeer. Typische voorbeelden van deze bouw zijn o.a. te vinden in Marlot (Parkflat Marlot), het Zuiderpark en de Bomen- en Bloemenbuurt in Den Haag. Het raadhuis van Hilversum met de vele kubische volumes wordt soms gezien als het hoogtepunt van de Nieuwe Haagse School.
Bijzonder was de introductie van de Haagse portiekwoning. Bij woonblokken van drie bouwlagen hadden alle woningen de voordeur aan de straat, met dien verstande dat de voordeuren van de woningen op de verdiepingen aan een open portiek op de eerste verdieping lagen. De woningen op de begane grond hadden de entree op straatniveau. Dit woningtype is overigens ook in andere steden gerealiseerd. Ook was er de twee-onder-een-kap-woning: twee gelijke woningen onder één grote, overstekende kap.

## Woonhotels
In de jaren twintig werden in Den Haag verschillende grote wooncomplexen gebouwd: zogenoemde 'woonhotels', bestaande uit appartementen bestemd voor de hogere middenklasse. Er waren diverse collectieve voorzieningen, bedoeld om het houden van inwonend personeel, zoals dienstbodes of huisknechten, overbodig te maken. Zo was er een restaurant aanwezig, maar konden de maaltijden desgewenst ook aan huis worden bezorgd. Buiten de eigen woning waren soms logeerkamers beschikbaar voor gemeenschappelijk gebruik. Voor de vuilafvoer waren stortkokers aangebracht, waarbij het personeel van het woonhotel de verdere afhandeling verzorgde. De woningen binnen een complex verschilden aanzienlijk in grootte en mate van luxe. Enkele voorbeelden: Zorgvliet, een vrijstaand gebouw dat de woningen Alexander Gogelweg 1 tot en met 91 omvat, gebouwd in 1923-1927 door A. Alberts en A. Broese van Groenou, Duinwyck, gelegen aan de Van Alkemadelaan, gebouwd in 1929-1931 door L.M. van den Berg en J.J. Groenema, en het door F.A. Warners ontworpen en in 1928-1931 gerealiseerde Oldenhove aan de Laan van Meerdervoort.

## Vertegenwoordigers
- Co Brandes
- Jan Wils
- Hendrik Wouda
- Willem Verschoor
- Albert van Essen
- Richard Schoemaker
- Henk en Jacob Fels
- Frans Lourijsen